# Thiania cavaleriei
Thiania cavaleriei es una especie de araña saltarina del género Thiania, familia Salticidae. Fue descrita científicamente por Schenkel en 1963.
Habita en China.